# RJ-114
A RJ-114 é uma rodovia do estado do Rio de Janeiro, com 36 quilômetros de extensão. Liga o município de Itaboraí a Maricá, na Região Metropolitana do Rio de Janeiro.

## Histórico

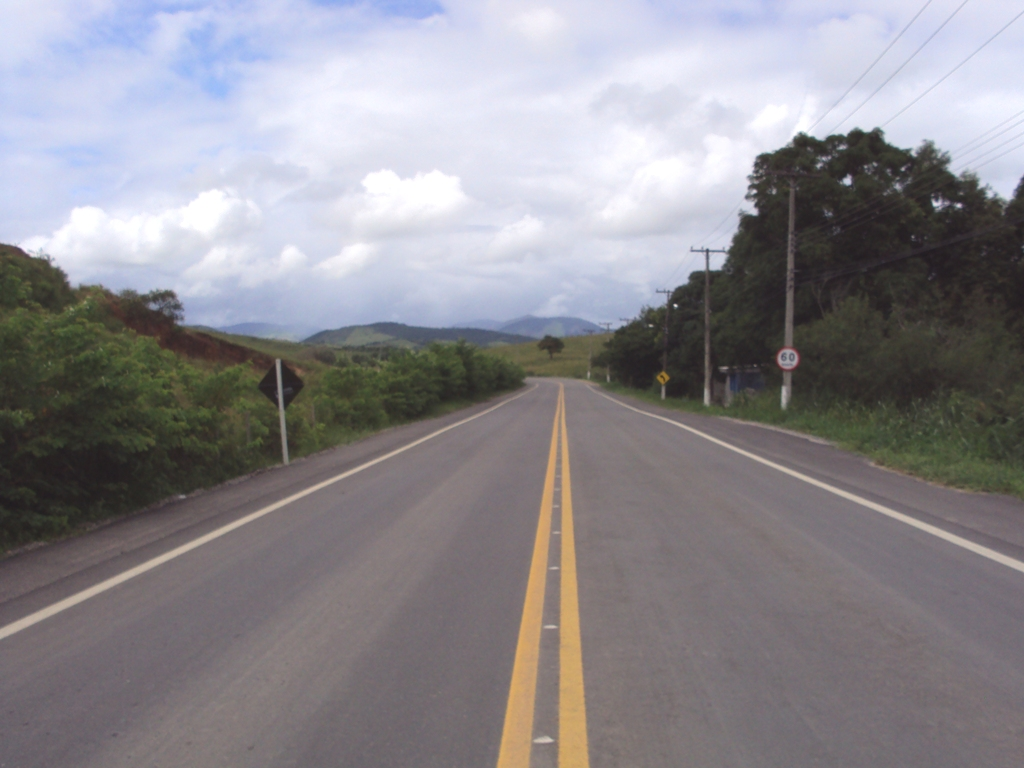
Trecho da RJ-114 próximo ao distrito de Pacheco, município de Itaboraí.

Partindo da localidade de Venda das Pedras, em Itaboraí, a Rua César Xará marca o início da rodovia. em seguida, passa a ser Avenida Antônio Gomes Maricá, até o final do perímetro urbano, quando passa a se chamar Estrada do Pacheco. no distrito de Pachecos, desce a Serra do Lagarto passando a partir deste ponto a receber a denominação de Rodovia Vereador Oldemar de Figueiredo, antiga Estrada de Ubatiba, no município de Maricá, passando ainda pela localidade de Ubatiba até o Trevo na RJ-106, desse ponto em diante onde passa a denominar Avenida Roberto Silveira, no bairro Flamengo, até a sede do município, deste ponto até chegar à localidade de Barra de Maricá, recebendo neste último trecho a denominação de Avenida Ivan Mundim, até o entroncamento com a RJ-102, no bairro de Zacarias. Em 2009, recebeu obras de recuperação num trecho de aproximadamente 15 quiômetros, entre Venda das Pedras e a Serra do Lagarto e em 2011, foram encerrados os trabalhados de recuperação e drenagem desta via. Atualmente, se integra como via de acesso ao Arco Metropolitano.

## Principais cruzamentos
- Venda das Pedras (Itaboraí)
- Calundú (Itaboraí)
- Perobas (Itaboraí)
- Ubatiba (Maricá)
- Flamengo (Maricá)
- Centro (Maricá)
- Barra de Maricá (Maricá)